# Matías Prats Cañete
Pour les articles homonymes, voir Cañete.
Matías Prats Cañete (né le 4 décembre 1913 à Villa del Río (province de Cordoue, Espagne) et décédé le 8 septembre 2004 à Madrid) est un journaliste espagnol. Il devient célèbre en présentant le NO-DO, commentant les matches de football et les corridas. Son fils Matías Prats Luque est aussi un journaliste connu.

## Biographie
À l'âge de 17 ans, il quitte ses études d'expert industriel à Málaga pour s'installer à Madrid où il souhaite faire carrière comme poète. Il fait partie de cercles littéraires mais lorsqu'éclate la Guerre civile il est contraint de retourner dans sa ville natale en Andalousie. 
C'est pendant la guerre (1936-1939) que Matías Prats a ses premiers contacts avec le monde de la radio. Après avoir été blessé à un œil par une balle, il commence à travailler à Radio Algeciras. Cette blessure l'obligera toute sa vie à porter des lunettes noires pour se protéger de la lumière (photophobie). Après la guerre, il rejoint Radio Nacional de España (RNE) à Málaga où il commente les corridas et les matches de football.
En 1945, il retourne à Madrid au moment de l'inauguration des nouvelles installations de RNE. Il commence à devenir célèbre et assume de nouvelles responsabilités au sein de la chaîne de radio du régime franquiste. Ainsi en 1947 il devient chef du Département de réalisation des émissions de RNE et responsable jusqu'en 1971 de la rédaction et présentation du NO-DO (émission d'information). En 1949, après des cours à l'École officielle de journalisme (Escuela Oficial de Periodismo), il obtient un diplôme de journaliste.
En plus de son travail à la radio, Matías Prats travaille aussi à la télévision (TVE) à partir de 1956 où il commente des corridas et des matches de football. Il présente des émissions telles que Pantalla deportiva (1959), La Copa (1963), Graderío (1963), Cartel (1965) ou encore Ayer domingo (1965). 
Il prend sa retraite comme commentateur en 1974, mais continue comme consultant technique jusqu'en 1985. De manière occasionnelle, il commente quelques événements sportifs comme la Coupe d'Europe de 1981 ou la Coupe du monde de 1982.
Il fut également spécialiste en tauromachie. Il réalise une dernière interview avec Manolete avant son décès.
Matías Prats Cañete décède en 2004 à l'âge de 91 ans.